# 石川県道7号穴水門前線
石川県道7号穴水門前線（いしかわけんどう7ごう あなみずもんぜんせん）とは、石川県鳳珠郡穴水町と同県輪島市を結ぶ県道（主要地方道）である。

## 概要
能登半島先端部、奥能登の玄関口と称される穴水町から西へ、曹洞宗の元本山である総持寺の門前町として発展してきた旧門前町（現輪島市）を結ぶ幹線道路である。
かつては小又川沿いの渓谷をくねる狭く険しい区間と、峠を過ぎてからは流量豊かな八ヶ川沿いの盆地を徐々に下る区間で構成されていたが、1980年頃の石川県道1号七尾輪島線穴水バイパス開通に伴い穴水町此木から穴水町小又の区間が県道1号に変更、加えて平成になって同区間が輪島道路の指定を得てからはトンネルや架橋によって大規模な改良が進み所要時間も大きく短縮された。こうした経緯もあり、県道1号と分岐後の穴水町側区間もいまや全面的に高規格化された対面交通が確保されつつあるが、峠を過ぎた先の旧門前町側においては、センターラインこそ途切れないもののまだまだ急曲線の残るコースとなっており今後も整備が望まれる。

### 路線データ
- 起点：石川県鳳珠郡穴水町此木1字76番1地先（此木交差点、石川県道1号七尾輪島線上・のと里山海道終点・石川県道303号柏木穴水線（珠洲道路）交点）
- 終点：石川県輪島市門前町本市16、17、18合併の2番地先（本市交差点、国道249号交点）

## 歴史
- 1961年（昭和36年）8月4日 「門前穴水線」から「穴水門前線」に路線変更。
- 1993年（平成5年）5月11日 - 建設省から、県道穴水門前線が穴水門前線として主要地方道に指定される[1]。

## 路線状況

### 重複区間
- 石川県道1号七尾輪島線（鳳珠郡穴水町此木・此木交差点 - 鳳珠郡穴水町小又・小又交差点）
- 石川県道51号輪島富来線（輪島市門前町荒屋 - 輪島市門前町平）

## 地理

### 通過する自治体
- 鳳珠郡穴水町
- 輪島市

### 交差する道路
- 石川県道1号七尾輪島線、のと里山海道（能越自動車道 重複）、石川県道303号柏木穴水線（珠洲道路）（鳳珠郡穴水町此木・此木交差点、起点）
- 石川県道263号桂谷川島線（鳳珠郡穴水町挟石）
- 石川県道1号七尾輪島線 輪島道路（鳳珠郡穴水町小又・小又交差点）
- 石川県道51号輪島富来線（輪島市門前町荒屋）
- 石川県道51号輪島富来線（輪島市門前町平）
- 国道249号（輪島市門前町本市・本市交差点、終点）